# زبان پیسیدیایی
زبان پیسیدیایی (به انگلیسی: Pisidian language)، از زبان‌های مرده خانواده زبانی زبان‌های هندواروپایی و از شاخه زبان‌های آناتولی آن است. این زبان که در پیسیدیا بکار می‌رفته از میان ده‌ها سنگ‌نگاره‌های کوتاه شناسایی شد. احتمالاً از خویشاوندان بسیار نزدیک زبان لیکیه‌ای و زبان سیدتی باشد.